# Cynthia Wood
Cynthia Lynn Wood, född 25 september 1950 i Burbank, Kalifornien, USA, är en amerikansk fotomodell och skådespelare. Hon utsågs till herrtidningen Playboys Playmate of the Month för februari 1973 och till Playmate of the Year för 1974.